# Nightlife (альбом Thin Lizzy)
Nightlife — четвёртый студийный альбом ирландской рок-группы Thin Lizzy, выпущенный в 1974 году лейблом Vertigo Records.

## История создания
Сразу после того, как группа Thin Lizzy выпустила свой третий студийный альбом Vagabonds of the Western World в конце 1973 года, гитарист Эрик Белл покинул группу, когда понял, что из-за состояния здоровья не может выдержать разгульный образ жизни группы. Последний концерт этого состава в Университете Куинс в Белфасте не был завершён, поскольку Белл ушёл со сцены прямо в середине сета.
Для замены Белла к группе ненадолго присоединился гитарист Гэри Мур. Сделанная с ним демозапись «Still in Love With You» помогла группе заключить новый контракт с компанией Vertigo Records — рок-подразделением Phonogram Inc..
После ухода Гэри Мура в апреле 1974 года лидер группы Фил Лайнотт решил, что его больше никогда не подведет гитарист, и решил взять двух, чтобы всегда был запасной. Thin Lizzy приняли в свои ряды Джона Канна и Энди Джи, прежде чем отправиться в тур по Германии. Однако этот новый состав оказался лишь временным и просуществовал только во время тура. Проведя ещё несколько прослушиваний, группа остановилась на 18-летнем шотландце Брайане Робертсоне и уроженце Санта-Моники Скотте Горэме из группы Fast Buck.
Большую часть сентября 1974 года группа находилась в студии, записывая материал для того, что должно было стать альбомом Nightlife. Поскольку Lizzy постоянно были в дороге в течение предыдущего года, у них не оставалось времени на сочинение песен в новом составе. По словам Скотта Горэма, Фил Лайнотт сразу же призвал всех сочинять песни. «Он не хотел быть одиноким рейнджером, пишущим парнем. Он всегда хотел иметь возможность писать с другими людьми, особенно с ребятами из группы».
С продюсером Роном Невисоном группа изначально думала, что у них есть нужный человек, чтобы сфокусировать их музыку. Невисон, ранее работавший с The Who и Bad Company, пользовался непререкаемым авторитетом. Поэтому когда он просил музыкантов убавить громкость гитар, молодые гитаристы не могли ничего возразить. И громкость становилась всё ниже и ниже, пока в песнях больше не осталось драйва. Впоследствии все участники группы согласились с тем, что Невисон оказался губительным для прогресса Thin Lizzy как рок-н-ролльной группы. «Невисон не был в восторге от нашей музыки, и, вероятно, правильно сделал, потому что это был не очень хороший альбом. Мы ещё не нашли себя, так что это был плохой опыт для всех участников. Nightlife для меня больше похожа на гребаную музыку в лифте, если честно», — вспоминает Скотт Горэм.

## Об альбоме
Nightlife, при всех своих недостатках, ознаменовал собой значительный прогресс по сравнению с предыдущими релизами Decca, Vagabonds…, плюс Shades Of A Blue Orphanage (1972) и Thin Lizzy (1971). Nightlife был первым альбомом Thin Lizzy, в котором была представлена атака с двумя солирующими гитарами, благодаря которой группа позже стала известна, от новичков Скотта Горэма и Брайана Робертсона.
По мнению журнала Classic Rock, Nightlife — один из самых успешных ранних альбомов группы; эклектичная коллекция буги-рока и более медленных, более душевных песен, таких как нежная «She Knows», «Showdown» и дождливая заглавная песня. И блюз-рок в стиле Cream «Sha-La-La», и медленная баллада «Still In Love With You» стали постоянными фаворитами на концертах группы.
Одна из лучших баллад Thin Lizzy, «Still In Love With You» была первоначально записана в начале 1974 года Филом Лайноттом, Брайаном Дауни и Гэри Муром. Официальная студийная версия песни появилась в альбоме Nightlife в ноябре 1974 года и включала дуэт Лайнотта и приглашенного шотландского вокалиста Фрэнки Миллера, но «Still In Love With You» по-настоящему проявила себя на сцене.
Композиция «She Knows» является одной из первых песен, написанных совместно Филом Лайноттом и гитаристом Скоттом Горэмом. Она родилась из риффа, который сочинил Скотт Горэм во время репетиционных сессий альбома Nightlife. Фил Лайнотт спросил: «Это твое? Не возражаешь, если я напишу к этому текст?» Горэм ответил: «Ты шутишь? Черт возьми, да! И как только это было сделано, я не мог дождаться, чтобы пойти в студию, записать это и добавить туда немного дополнительных инструментов — больше перкуссии и тому подобного. Именно в такие моменты я понимал, что это может стать действительно крутой песней». Как считает исследовательница поэзии Фила Лайнотта Лорен О’Хаген, лирика «She Knows» в значительной степени опирается на образ Девы Марии как матери и защитницы, к которой можно обратиться в моменты отчаяния и беспомощности. Песня приобретает дополнительный смысл — она также представляет отношения Лайнотта с его собственной матерью, Филоменой, и его потребность спросить её, будет ли она рядом с ним, когда он в ней будет нуждаться.
«Philomena», записанная в 25-й день рождения Фила Лайнотта, была композицией, посвященной матери, которая поддерживала Фила и его решение стать артистом. Песня создана в эпистолярном стиле: он пишет домой, чтобы сообщить матери, что у него все хорошо и что он любит её. Лайнотт исполняет «Philomena» — с нарочитым ирландским акцентом, — на которой Скотт и Брайан создают некоторые из своих лучших дебютных двойных соло.

## Релиз и концертный тур
После выхода Nightlife не удалось пробиться в чарты, ведущий сингл «Philomena» также не попал в хит-парады. Однако альбом получил положительные отзывы критиков и до сих пор считается недооценённым альбомом группы. Так, издание American Songwriter в своём обзоре пишет:

Если вы думаете, что знаете Thin Lizzy, ну, скажем так, вы можете не знать их полностью, пока не услышите эту пластинку. Nightlife показывает, что ирландские рокеры в основном сбавляют обороты, предпочитая вместо этого сосредоточиться на своей душевной, мелодичной стороне. Это приводит к нескольким песням, таким как «Still in Love With You» и «Dear Heart», которые имеют тихую штормовую атмосферу. Эти фирменные гармонизированные гитары присутствуют на протяжении всей пластинки, но в основном они используются для создания атмосферы, чтобы подчеркнуть болезненный вокал Фила Лайнотта, который достигает своего пика в «Philomena», оде его маме, которая звучит как давно забытая ирландская народная песенка.— Джим Бевилья, American Songwriter
После разочаровывающих усилий Рона Невисона с Nightlife группа решила спродюсировать свой следующий альбом самостоятельно. По воспоминаниям Брайана Робертсона, во время записи Nightlife было четыре разных человека с множеством разных влияний, которые не очень хорошо знали друг друга и только учились работать вместе. Помимо этого, пришлось иметь дело с Невисоном. Музыканты были так взбешены производством альбома Nightlife, что Фил сказал: «Ну и черт с ним — я сам спродюсирую наш следующий диск!».
У группы и менеджмента возникло чувство уныния, когда просочились новости о том, что Nightlife не удалось пробиться в чарты. Концерты проходили хорошо, но отсутствие успеха в чартах только усилило давление на их следующий релиз со стороны Vertigo. В преддверии Рождества были составлены планы на первый визит Lizzy в США в начале нового 1975 года. Было предложено короткое трехнедельное турне в поддержку Боба Сигера, ZZ Top и Bachman-Turner Overdrive.

## Обложка
Вторая обложка альбома Thin Lizzy, разработанная Джимом Фицпатриком, была, по его словам, «немного странной». В ней есть признанное влияние работ художников комиксов Marvel Джима Стеранко и Джека Кирби, поклонниками которых были Фицпатрик и Лайнотт. «Филипп был очень уверен в направлении, в котором он хотел идти», — говорит Фицпатрик, «отсюда угрюмая, почти угрожающая обложка». Дизайн обложки, вспоминает он, был задуман как завуалированное политическое заявление, но пара держала это при себе. Готовая и уравновешенная чёрная пантера «была молчаливой данью уважения от нас обоих великим афроамериканцам, таким как Мартин Лютер Кинг, Малкольм Икс, Томми Смит, Джон Карлос, Black Power и движению „Чёрные пантеры“. Нам пришлось бы потрудиться, чтобы объяснить это звукозаписывающей компании!»

## Список композиций
Слова и музыка всех песен — Фил Лайнотт, кроме отмеченных отдельно.
| №  | Название                 | Автор(ы)             | Длительность |
| -- | ------------------------ | -------------------- | ------------ |
| 1. | «She Knows»              | Скотт Горэм, Лайнотт | 5:13         |
| 2. | «Night Life»             |                      | 3:57         |
| 3. | «It's Only Money»        |                      | 2:47         |
| 4. | «Still in Love with You» |                      | 5:40         |
| 5. | «Frankie Carroll»        |                      | 2:02         |

| №   | Название     | Автор(ы)              | Длительность |
| --- | ------------ | --------------------- | ------------ |
| 6.  | «Showdown»   |                       | 4:32         |
| 7.  | «Banshee»    |                       | 1:27         |
| 8.  | «Philomena»  |                       | 3:41         |
| 9.  | «Sha-La-La»  | Брайан Дауни, Лайнотт | 3:27         |
| 10. | «Dear Heart» |                       | 4:35         |

## Участники записи

#### Thin Lizzy
- Фил Лайнотт — бас-гитара, вокал, акустическая гитара
- Скотт Горэм — гитары, бэк-вокал
- Брайан Робертсон — гитары
- Брайан Дауни — барабаны, перкуссия

#### Дополнительные музыканты
- Фрэнки Миллер[англ.] — совместный ведущий вокал в песне «Still in Love with You»
- Гэри Мур — ведущая гитара на «Still in Love with You»
- Жан Ален Руссель — Хаммонд B3, фортепиано на треках 1, 4, 5 и 10
- Джимми Горовиц — оркестровые аранжировки на треках 1, 5 и 10

#### Производство
- Рон Невисон — продюсер, инженер, микширование
- Тед Шарп — инженер
- Арни Акоста — мастеринг в The Mastering Lab, Лос-Анджелес